# 조국통일민주주의전선
조국통일민주주의전선(祖國統一民主主義戰線)은 조선민주주의인민공화국의 정치 단체이다. 흔히 조국전선으로 약칭한다.

## 개요
1949년 6월에 평양에서 대한민국의 민주주의민족전선과 조선민주주의인민공화국의 민주주의민족통일전선이 통합하여 창립되었다. 조선로동당을 포함하여 조선민주주의인민공화국의 여러 정당과 사회단체가 연합하는 형식으로 구성된 단체이다.
단체의 목적은 조선로동당의 정책, 특히 남북통일 문제에 대한 정책을 지지하며 옹호, 관철하기 위한 것이다. 따라서 대한민국에 대한 대남 활동을 펼치는 것이 주요 기능이었지만, 현재는 정당 및 사회단체의 연합체로서 총선거 후보자를 배출하는 역할을 하고 있다.

## 배경
민전의 통합은 남조선로동당과 북조선로동당의 합당으로 조선로동당이 탄생한 것과 같은 시기에 이루어졌다.
민주주의민족전선은 미군정 시기인 1946년 2월에 박헌영과 여운형, 허헌 등이 만든 단체이다. 민주주의민족통일전선은 소군정 영역에서 김일성과 김두봉, 최용건 등이 주축이 되어 구성되어 있었다. 모두 사회주의 계열의 여러 정당과 사회단체가 연합해 창립했다.
그러나 대한민국 정부가 수립되면서 민주주의민족통일전선은 불법 단체로 규정되었다. 이에 1949년 6월 25일부터 평양에서 회의가 열려 두 단체는 조국통일민주주의 전선으로 통합했다.

## 기능
조선민주주의인민공화국에서는 이 단체를 "노동계급이 영도하는 노농동맹에 기초하여 조국통일을 지향하는 우리나라의 모든 애국적 민주주의 역량을 묶어 세운 강력한 정치적 조직체"로 규정한다. 조선로동당의 통일전선 전술의 전위를 맡고 있었으며, 대한민국 내의 조선로동당 지지 세력을 단합시켜 조선로동당과 연계 활동을 펼치는 것이 목적이었다.
주요 활동은 대한민국에 대한 성명과 담화, 기자회견 등을 통해 여러 제의와 선전 활동을 펼치는 것이었다. 한국 전쟁 전의 대표적인 제의로는 1950년 5월의 총선거 실시 제의가 있다. 대한민국과 조선민주주의인민공화국의 통일된 입법기관을 설립하기 위한 총선거를 함께 실시하자는 내용이었다.
최고 기구는 중앙위원회이며 산하에 하부조직과 단체를 두고 있다. 조선로동당 비서를 지낸 김용순과, 여운형의 딸 여원구, 대한민국 출신인 류미영 등이 공동 의장을 역임한 바 있다.
1961년 창설된 조국평화통일위원회가 조국통일민주주의전선과 유사한 역할을 맡게 되었고, 현재는 각 정당과 사회단체가 연합하여 총선거 후보자를 배출하는 연합체 역할을 하고 있다. 이러한 이유로 조선민주주의인민공화국 선거에는 후보자가 한 명 밖에 입후보하지 않는다.

## 같이 보기
- 민주주의민족전선
- 조국평화통일위원회
- 통일전선

## 참고자료
- 최내화 (2007년 7월 22일). “조국통일민주주의전선 결성일 (1946. 7 .22)”. 데일리NK. 2008년 6월 20일에 확인함.